# 华黎明
华黎明（1939年—），上海人，祖籍浙江诸暨，中华人民共和国政治人物、外交官。现任中国国际问题研究所特邀研究员、中国联合国协会常务理事。

## 外事工作
1956年就读于北京外国语学院。1958年作为选调生转入北京大学东语系波斯语专业学习，为中华人民共和国最早的一批波斯语学生。1963年毕业于北京大学，进入外交部翻译队工作。自1963年起至1983年先后在驻阿富汗大使馆、外交部西亚北非司和驻伊朗大使馆任职员、三等秘书、二等秘书和一等秘书。1983年后先后任外交部西亚北非司处长、参赞和副司长。1991年，任中华人民共和国驻伊朗大使。1995年，接替刘宝莱担任中华人民共和国驻阿拉伯联合酋长国大使。1998年至2001年，任中华人民共和国驻荷兰大使兼中国常驻禁止化学武器组织（OPCW）代表。

## 荣誉

### 外国勋章奖章
- 一等独立勋章（阿联酋，1998年颁发[2]）

## 家庭
已婚，妻子是凌文蕙。